# (8374) Horohata
(8374) Horohata est un astéroïde de la ceinture principale.

## Description
(8374) Horohata est un astéroïde de la ceinture principale. Il fut découvert le 10 janvier 1992 à Kiyosato par Satoru Ōtomo. Il présente une orbite caractérisée par un demi-grand axe de 3,23 UA, une excentricité de 0,18 et une inclinaison de 2,9° par rapport à l'écliptique.

## Compléments